# Claude Moniquet
Pour les articles homonymes, voir Moniquet.
Claude Moniquet, né le 3 mars 1958 à Bruxelles en Belgique, est un homme politique libéral-conservateur, ancien président du parti politique LiDem, ancien journaliste belge, notamment à L'Express et au Quotidien de Paris, et ancien agent de renseignement de la Direction générale de la Sécurité extérieure (DGSE), particulièrement en Europe de l'Est et dans les Balkans. Il fut aussi le chroniqueur de Ciné-Télé-Revue pendant l'affaire Dutroux.

## Biographie
Né d'un père belge, juif pratiquant, et d'une mère française catholique, il milite dans des mouvements d'extrême-gauche jusqu'à l'âge de 19 ans. Quelques années plus tard, il part vivre deux ans en Israël dans un kibboutz.
D'abord journaliste spécialisé dans les pays d'Europe de l'Est, notamment la Pologne, il est recruté sous le pseudonyme de Sefora par l'agent de la DGSE Pierre Siramy en 1986, du fait de ses contacts avec un agent polonais – la Pologne étant, à l'époque, communiste. Il réside alors à Vienne et aurait des ennuis avec le fisc français ; l'agent Siramy, qui décrit un personnage bavard et vaniteux, porté sur l'alcool et sur l'argent, lui propose donc une aide financière : « Suite à son acceptation devant cette aide tombée du ciel, voilà Sefora ferré. Le recrutement contre rémunération, qui en fera un agent et non un honorable correspondant, est acquis… Il n'aura qu'à me signer un reçu pour que nous soyons en règle (et que je le tienne : je peux le discréditer en faisant savoir dans la profession qu'il est un agent des services français). Il en accepte le principe. […] Voilà comment j'ai recruté Claude M., dit Sefora. Nous nous sommes rencontrés depuis de manière régulière, notamment en Belgique, où il a déménagé. Tout aussi régulièrement, l'intéressé a reçu de ma part des sommes d'argent prises sur les fonds spéciaux. Il ne m'a jamais donné de mauvais tuyaux et un rapport de confiance s'est lentement et sûrement établi.» Autre élément d'importance révélé par l'ancien agent Pierre Siramy, Claude Moniquet aurait aussi pris contact avec les services américains et israéliens : « Il assure avoir noué des relations avec un Américain, membre de la CIA, un certain Kaskett, et avec l'ambassade d'Israël. Son correspondant, sûrement un membre du Mossad, lui a donné un numéro d'alerte en cas de menace terroriste contre les intérêts israéliens. Le voyage comme le beaujolais n'auront pas été inutiles.»
Jusqu'au début des années 2000, Claude Moniquet cumule donc les emplois de journaliste et d'agent de renseignement. Parfois moqué sur les réseaux sociaux et dans certaines émissions humoristiques de la RTBF, le spécialiste ès terrorisme de RTL et Itélé se défend d'être un expert en argumentant qu'il est le cofondateur et directeur de l'European Strategic Intelligence and Security Center, société d'analyse stratégique et d'intelligence économique basée depuis 2002 à Bruxelles.
Il est en connu au Maroc pour avoir produit certains rapports et de notes favorables aux services sécuritaires, notamment sous l’ère du général Hamidou Laanigri.

## Critiques
Pour T. Deltombe, les "leçons d’antiterrorisme" de Claude Moniquet, données "aux services du monde entier" devraient être évaluées à la lumière de l'erreur qu'il commit, début 2003, à propos d'un bagagiste arabe de Roissy inconnu des services de police, et à propos duquel Moniquet avait écrit : « Si l’enquête confirme la piste terroriste, cela voudra dire que le cancer est encore plus profond – ou ses métastases plus largement répandues – qu’on ne pouvait le penser jusqu’à présent. » Il s'avéra que le bagagiste en question, victime d’une simple vengeance familiale, sera rapidement blanchi par la justice. « Ce qui ne gênera aucunement l’expert, poursuit T. Deltombe, dont l’objectif est moins de dire ce qui est que de dévoiler ce qui pourrait être, et de trouver n’importe quel prétexte pour vendre les remèdes aux maladies qu’il diagnostique. »
L'Obs qualifie Claude Moniquet d'« autoproclamé spécialiste » et parle de ses interventions comme d'« oracles » moqués sur les réseaux sociaux ou d'« autocontradictions en direct live » sur le terrorisme djihadiste, sujet dont il ne serait pas un spécialiste reconnu selon l'hebdomadaire.
L'Écho affirme que sa crédibilité est parfois remise en question et a été l’objet de différentes critiques pour ses analyses sur le terrorisme, notamment lors de la capture de Salah Abdeslam et cite un universitaire qui affirme « Monsieur Moniquet est libre de s’exprimer à la télé mais en aucun cas son expertise n’est reconnue dans le milieu » du phénomène terroriste.

## Parcours politique
Claude Moniquet est placé en tête de liste à la région bruxelloise par le mouvement fondé par le sénateur Alain Destexhe , les Listes Destexhe', en vue des élections régionales belges de mai 2019.

## Publications
- Avec Genovefa Etienne, Histoire de l'espionnage mondial : les services secrets de Ramsès II à nos jours, Éditions Luc Pire, 1997
- Avec Genovefa Etienne, Les Services secrets pour les Nuls, First Éditions, 2016
- Claude Moniquet, Djihad et Islamisme en Belgique: Tout sur les réseaux et les ramifications, Éditions Jourdan le Clercq, 2005
- Claude Moniquet, Wikipédia : Un Pouvoir immense mais incontrôlable ?, ESISC, 2025 [18]

### Albums de bande dessinée

#### Deux Hommes en guerre
- 1. Le Ministre et l'espion[19],[20],[21], Le Lombard, coll. « Troisième Vague », Bruxelles, septembre 2017
Scénario : Stephen Desberg et Claude Moniquet - Dessin et couleurs : Jef - (ISBN 978-2-8036-7087-1)
- 2. La Trahison d'État[22], Le Lombard, coll. « Troisième Vague », Bruxelles, mai 2018
Scénario : Stephen Desberg et Claude Moniquet - Dessin et couleurs : Jef -  (ISBN 9782-8036-7088-8)